# Ján Tánczos
Ján Tánczos (* 20. November 1955) ist ein ehemaliger tschechoslowakischer Skispringer.

## Werdegang
Tánczos startete ab 1976 bei der Vierschanzentournee. Bereits bei seiner ersten Teilnahme konnte er in Innsbruck mit Platz 9 unter die besten Zehn springen. Seine Ergebnisse waren jedoch sehr wechselhaft, weshalb er zu keiner Zeit eine gute Platzierung in der Tournee-Gesamtwertung erreichen konnte. 1979 gehörte er zum tschechoslowakischen Kader für den neu geschaffenen Skisprung-Weltcup. Die Vierschanzentournee 1979/80 verlief für ihn jedoch erfolglos. Erst in seinem ersten Weltcup nach der Tournee am 2. März 1980 in Vikersund konnte er beim Skifliegen mit Platz 3 aufs Podium springen. Es war jedoch sein einziges Podium und zudem auch seine letzte Top-10-Platzierung seiner Karriere. In Lahti konnte er mit dem 15. Platz einen weiteren Weltcup-Punkt gewinnen. Am Ende der Saison 1979/80 belegte er den 46. Platz in der Weltcup-Gesamtwertung. Die Saison 1980/81 verlief anfangs ähnlich erfolglos wie die Vorsaison. So erreichte er bei der Vierschanzentournee 1980/81 nur hintere Plätze. Erst im letzten Weltcup seiner Karriere am 8. Januar 1981 konnte er in Harrachov auf der Großschanze noch einmal drei Weltcup-Punkte gewinnen und erreichte damit Platz 60 in der Weltcup-Gesamtwertung.
In der Saison 2011/2012 war er Cheftrainer der slowakischen Skispringer.